# Crocker Range Nationaal Park
Crocker Range National Park is een nationaal park in de deelstaat Sabah in Oost-Maleisië op het eiland Borneo.
Het is opgericht in 1984 en is circa 1399 km² groot.
Het park heeft diverse soorten apen als de orang-oetans, gibbons en de spookdiertjes met hun grote ronde ogen en de makaken. De Padas Rivier deelt het gebied in tweeën tussen Beaufort en Tenom.
Crocker Range Park wordt beheerd door Sabah Parks.